# Valsaín
Valsaín è una località della provincia di Segovia, della regione di Castiglia e León, in Spagna. Il suo territorio appartiene a quello del comune di Real Sitio de San Ildefonso.